# サドラーズ
サドラーズ（Saddlers）はセントクリストファー・ネイビス、セントジョン・カピステール教区の町。セントクリストファー島北東部の沿岸部に位置する。人口は1,408人（2015年）。
首都バセテールからは直線距離で約13キロメートル。町の西にはパーソンズ・グラウンド（Parsons Ground）、東にはベルヴュー（Belle Vue）、火山の溶岩流で形成されたブラック・ロックスがある。